# 화학물리학
화학물리학(化學物理學, 영어: chemical physics)은 원자 분자 광 물리학 및 응집물질물리학의 기술을 사용하여 물리 화학적 현상을 조사하는 화학 및 물리학의 하위 분야이다. 화학물리학은 물리학의 관점에서 화학 공정을 연구하는 물리학의 한 분야이다. 물리학과 화학의 접점에서 화학물리학은 물리학의 특성 요소와 이론에 보다 더 초점을 맞춘다는 점에서 물리화학과 다르다. 한편 물리화학은 화학의 물리적 성질을 연구한다. 그럼에도 불구하고 두 분야의 구분은 모호하고 과학자들은 연구 과정에서 종종 이 두 분야 모두에 걸쳐 연구하기도 한다.

## 같이 보기
- 물리학
- 화학
- 물리화학